# Phare du Cap Galea
Le phare du Cap Galea est un phare situé sur le Cap Galea entre Getxo et Sopela, dans la province du Biscaye (Pays basque) en Espagne.
Il est géré par l'autorité portuaire du Bilbao .

## Histoire
Ce phare est situé à l'entrée de l'estuaire de Bilbao.
De 1850 à 1950, trois phares ont été construits sur le Cap Galea. Le premier fut mis en service en 1850 dans les ruines de l'antique fort Escarpe de la Galea et il fonctionnait à l'huile d'olive. Le second phare fut mis en service à l'extrémité du Cap Galea en 1905 et possédait un canon de brume sonnant toutes les 5 minutes. En 1927 il a été équipé d'une corne de brume sonnant trois coups brefs toutes les 45 secondes.Il fut électrifié en 1933.
Le phare actuel est situé à 180 mètres du précédent. C'est une tour en pierre de 8 m de haut, avec une galerie blanche et une lanterne toute en verre. Elle est à côté d'une maison de gardien d'un étage et la corne de brume a été maintenue dans le deuxième bâtiment. Le phare émet, à un plan focal de 84 mètres au-dessus du niveau de la mer, trois éclats blancs toutes les 8 secondes avec une optique de dioptrie-catadioptrique qui sont visibles jusqu'à 22 miles(plus de 40 km). Il marque l'entrée sud de Getxo vers le port de Bilbao.
Identifiant : ARLHS : SPA232 ; ES-00615 - Amirauté : D1524 - NGA : 1900 .
|           |
| Cap Galea |